# 土卫三十
土卫三十(S/2000 S 7, Thrymr)是环绕土星运行的一颗卫星。它是由布雷特·J·格拉德曼和同事在2000年发现的，临时编号S/2000 S 7。
土卫三十的直径约为7公里，平均离土星20810000公里，公转周期1120.809天。它可能是由土卫九敲落的碎片形成的。土卫三十的轨道是逆行的，它到黄道（土星赤道的 151°）的轨道倾角为 175°，偏心率为 0.453。它的自转周期为38.79±0.25小时。

## 扩展阅读
- Cassini Mission: Thrymr